# Turricula aethiopica
Turricula aethiopica is een slakkensoort uit de familie van de Clavatulidae. De wetenschappelijke naam van de soort is voor het eerst geldig gepubliceerd in 1925 door Johannes Thiele.